# Hildebrand von Kracht

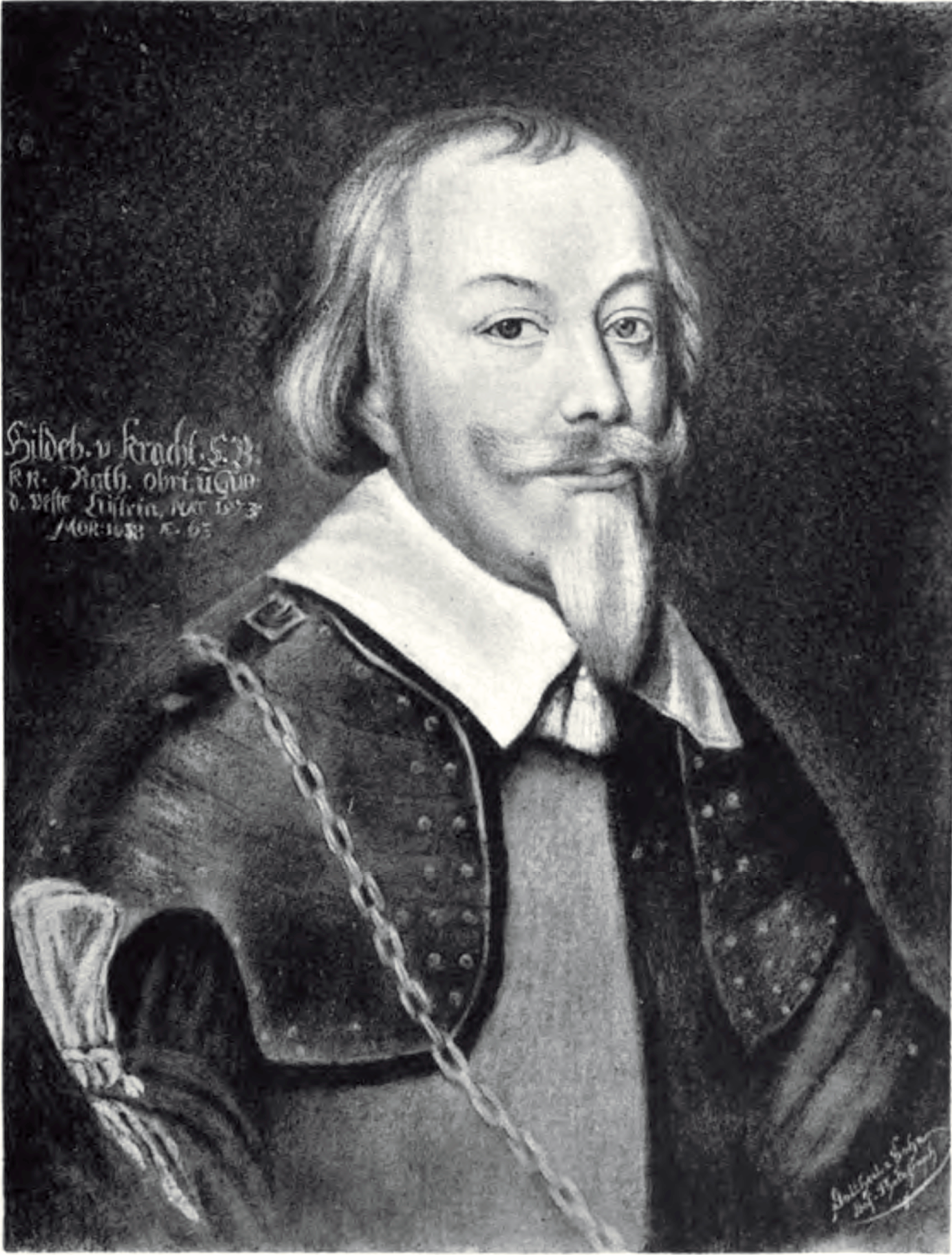
Hildebrand von Kracht

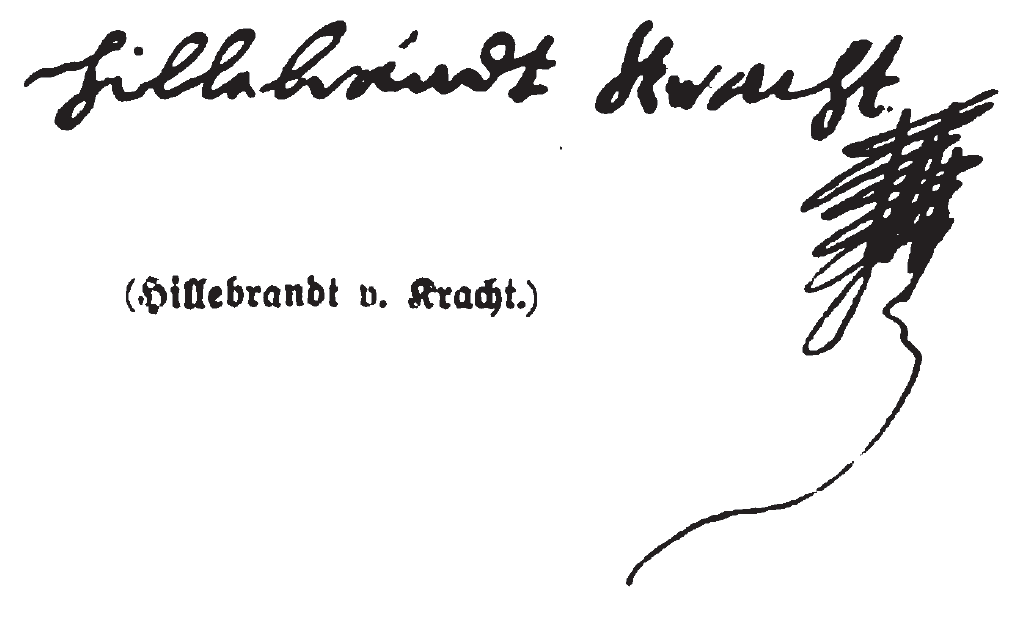
Unterschrift des Hildebrand von Kracht

Hildebrand von Kracht (* 20. Dezember 1573 Gut Lindenberg; † 19. August 1638 in Küstrin) war ein aus Brandenburg stammender Offizier. Er diente zunächst unterschiedlichen Herren, bis er in Kurbrandenburger Dienste trat. Er war unter anderem Oberhauptmann der Festung Küstrin.

## Familie
Er stammte aus dem alten Adelsgeschlecht von Kracht und war der Sohn des Isaac von Kracht und der Even (geb. von List). Im Jahr 1613 heiratete er in Gegenwart des kurfürstlichen Hofstaates Anne Marie von Rintorf († 30. Juni 1630). Aus der Ehe gingen ein Sohn und zwei Töchter hervor.  Der Sohn Dietrich von Kracht war kaiserlicher Oberst.
Nach deren Tod 1630 heiratete er Elisabeth Sophie von Rohr, Tochter von Klaus von Rohr auf Schönberg. Die beiden hatten eine Tochter. Die Tochter Hedwig Sophie (* 17. März 1633; † 12. Oktober 1694) heiratete am 26. April 1653 den Oberstleutnant Friedrich von Arnim auf Boitzenburg († 8. September 1660), dann am 18. Mai 1662 den Hofkammerpräsident Raban von Canstein und nach dessen Tod 1681 den Braunschweiger Generalleutnant Jobst Moritz von Offen.

## Leben
Er diente seit seinem elften Lebensjahr als Page am Hof von Christian I. von Sachsen. Zwischen 1592 und 1596 diente er zunächst unter seinem Vater und dann in einer anderen Einheit im langen Türkenkrieg gegen die Osmanen in Ungarn. Er begleitete 1597 den polnischen König Sigismund III. Wasa nach Schweden. Dort trat er als Page in adelige Dienste ein. Im Jahr 1598 kehrte er nach Deutschland zurück. Er trat 1599 als Fähnrich in der Leibkompanie von Graf Friedrich von Hollach in den Niederlanden ein. Da ein militärischer Einsatz ausblieb, ging von Kracht nach Österreich. Dort erhielt er 1601 ein Fähnlein in der Leibkompanie des für den Türkenkrieg geworbenen Regiments Altheim. Er zeichnete sich bei der Belagerung von Stuhl-Weissenburg aus. Darauf wurde er zum Hauptmann und Befehlshaber einer 300 Mann starken Kompanie befördert. Er nahm an der Eroberung von Pest und den Sturm auf Ofen teil. Mit dem ganzen Regiment wurde er 1602 entlassen. Als Oberst Altheim 1603 in der Festung Gran belagert wurde, gelangte Kracht in die Festung und blieb dort bis zur Aufgabe. Im Feldzug von 1605 befehligte er erneut als Hauptmann eine Kompanie.
Er wechselte 1606 in das Regiment des Oberst von Biesenberg. Dort wurde er Obristwachtmeister und Kompaniechef. Den Posten behielt er bis zur Entlassung des Regiments 1607. Beim Bruderzwist im Haus Habsburg zwischen Kaiser Rudolf II. und Erzherzog Matthias diente er als Obristwachtmeister im Regiment von Maximilian von Liechtenstein. Er stand damit im Lager von Matthias. Nach der Beilegung des Streits und der Entlassung des Regiments kehrte von Kracht nach Brandenburg zurück.
Er trat auch in die Dienste von Kurfürst Johann Sigismund. Dieser ernannte ihn zum Kriegsrat. Kracht diente 1609 bei der Einnahme des Herzogtums Kleve. Er wurde Obrist und beauftragt, ein Regiment von tausend Mann zu werben. Dieses befehligte er in der Folge. Im Jahr 1611 begleitete er den Kurfürsten nach Preußen, wo er schwer erkrankte und nach Brandenburg zurückkehrte. Nach seiner Gesundung wurde er 1612 Oberhauptmann der Festung Küstrin.
Den Posten in Küstrin behielt er auch unter Kurfürst Georg Wilhelm. Zu dieser Zeit war er der wichtigste Militär des Kurfürsten. Dieser beauftragte ihn, zusätzlich ein Regiment aus 600 Musketieren und 400 Pikenieren zum Schutz vor Einfällen durch Kosaken anzuwerben. Er wurde im selben Jahr Kriegskommissar. Im Jahr 1623 übertrug ihm der obersächsische Reichskreis den Posten eines Generalquartiermeisters einer Landesverteidigungsstreitmacht. Von Kracht erhielt 1626 den Auftrag, zur Landesverteidigung ein Regiment von 3000 Mann zu werben. Zunächst in Brandenburg stationiert, begleitete er den Kurfürsten mit seinem Regiment nach Preußen. Da inzwischen die Lage in Brandenburg bedrohlich wurde, befahl der Kurfürst Kracht die Rückkehr und die Aufstellung eines weiteren Regiments aus zwölf Kompanien, welche in der Mark geworben wurden. 1638 wurde davon acht Kompanien gegen die Türken geschickt.